# AJR
AJR es una empresa dedicada a la creación de motos de competición. En sus inicios comenzó creando réplicas de competición de motos históricas, como la Bultaco TSS 350 o la ASTRO 450. Desde 2009 destaca por fabricar una Moto2 económica pero competitiva que ha cosechado buenos resultados en el Campeonato de España de Velocidad.

## Competición

### Motos clásicas
AJR empezó su andadura como empresa creando réplicas de motos para campeonatos de motos clásicas. Su primera moto fue una réplica de la Bultaco TSS 350 que tuvo, y sigue teniendo, bastantes éxitos en las carreras de motos clásicas de España.
Dado el éxito de la Bultaco, en AJR se lanzaron a desarrollar otras réplicas como la ASTRO 450 c.c. y la Pursang MK 15.

### Moto 2

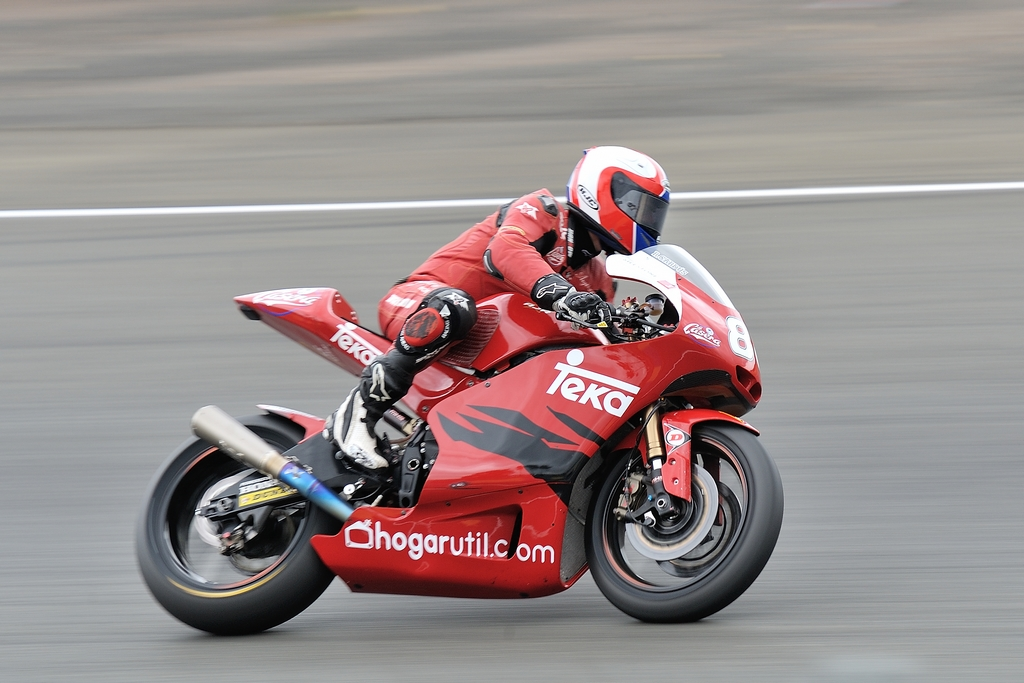
Ricard Cardús pilotando la AJR del equipo Argiñano Racing en el Gran Premio de Francia de 2012.

La primera Moto2 de AJR fue la EVO 1 construida en el año 2010 con chasis multitubular de cromo-molibdenoque y basculante de aluminio y pensada con el objetivo de ser una Moto2 de precio reducido. Participó en el Campeonato de España de Velocidad (CEV) del 2010 y en dos pruebas del Mundial de motociclismo, la primera fue en el Gran Premio de España, en el circuito de Jerez. La segunda fue en el Gran Premio de la Comunidad Valenciana, donde Javier Forés dio la sorpresa finalizando la prueba en decimosexta posición, a un puesto de entrar en los puntos.
AJR volvió a participar en el CEV de 2011, donde consiguió su primer podio en la quinta prueba, con el tercer puesto de Adrián Bonastre en el circuito de Albacete.
Durante la primera edición del Salón Motorsport de Barcelona, AJR presentó una nueva evolución de la moto que se bautizó como EVO 2011 que se estrenó en la penúltima prueba del CEV 2011 en Cheste.
En 2012, una AJR pilotada por Ricky Cardús participa en el Mundial de Moto2 en el equipo Argiñano Racing.
Durante los años 2013 y 2014 varios equipos que participan en las carreras de Moto2 del CEV corrieron con motos AJR.